# الصحة النفسية للاجئين من أمريكا اللاتينية في الولايات المتحدة
المهاجرون من أصول لاتينية المقيمون في الولايات المتحدة وُجد أنهم يتعرضون لمستويات أعلى من الصدمات النفسية ويستخدمون خدمات الصحة النفسية أقل من عامة السكان. أولئك الذين استوفوا معايير اللجوء وتعرضوا للصدمات قبل الهجرة يكونون عرضة لأعراض اضطراب ما بعد الصدمة. ترتبط المستويات الأعلى من أعراض الصدمة بزيادة الصعوبات المعيشية بعد الهجرة. بالرغم من الحاجة إلى خدمات الصحة النفسية للمهاجرين من أصول لاتينية المقيمين في الولايات المتحدة، فإن الحواجز الثقافية والهيكلية تجعل من الصعب الوصول إلى العلاج.

## التعرض للصدمات بين المهاجرين
المهاجرون الفارون من العنف، والمهاجرون غير الموثقين، والمهاجرون الباحثون عن اللجوء يبلغون عن مستويات مرتفعة من الضيق النفسي والتعرض للصدمات. تحدث الأحداث المجهدة التي تسهم في هذه النتائج الصحية النفسية السيئة قبل وأثناء وبعد الهجرة. وهذا، بالإضافة إلى الوصول إلى الرعاية، وتجربة إعادة الاستقرار، ونوع الصدمة، والعوامل الديموغرافية، كلها تتفاعل لتحدد شدة الأعراض. اضطراب ما بعد الصدمة أقل شيوعاً بين المهاجرين الذين لم يعانوا من العنف السياسي. مراجعة للدراسات على المهاجرين الدوليين لم تحدد أيضاً زيادة خطر الاكتئاب ضمن متوسط سكان المهاجرين. الصدمات بين السكان المهاجرين تعتمد على السياق والثقافة لكل مجموعة. ولا يمكن تعميم البحث ليشمل جميع المهاجرين.

## الصدمات قبل الهجرة
البحوث حول اضطراب ما بعد الصدمة والصدمات بين السكان المهاجرين تصنف الأحداث الصادمة غالباً إلى صدمات قبل الهجرة، أثناء الهجرة، وبعد الهجرة. كل مرحلة تنطوي على مجموعة مختلفة من عوامل الخطر. الصدمات قبل الهجرة تشير إلى الأحداث الصادمة التي تحدث قبل الهجرة. في دراسة على مهاجرين من هندوراس وكولومبيا وغواتيمالا يطلبون اللجوء في الولايات المتحدة، ذكر ٨٣٪ أن العنف كان السبب الرئيسي لهروبهم من بلادهم، وأفاد ٨٧٪ بتعرضهم لأحداث صادمة. وكان ذلك مرتبطاً بمعدلات أعلى من اضطراب ما بعد الصدمة، والاكتئاب، واضطراب ما بعد الصدمة مع الاكتئاب مجتمعين. اللاجئون الذين يفرون من العنف السياسي يعانون من مستويات مشابهة من الأمراض النفسية أيضاً.

### صدمات أثناء الهجرة
تشير صدمات الهجرة إلى الأحداث الصادمة التي تحدث أثناء عملية الهجرة. الأشخاص الذين يهاجرون من أمريكا اللاتينية إلى الولايات المتحدة سيراً على الأقدام أو عبر البر هم الأكثر عرضة خلال رحلتهم الهجرية. دراسة حول صدمات الهجرة بين النساء المهاجرات من أمريكا الوسطى، أمريكا الجنوبية، والمكسيك رصدت حالات عنف، حرمان، وخوف. بعض النساء ذكرن تعرضهن لاعتداء جنسي، اغتصاب، أو ممارسة الجنس مقابل منافع أثناء الهجرة. الصدمات الشخصية مثل الاغتصاب أو العنف الجسدي ترتبط بمستويات أعلى من اضطراب ما بعد الصدمة واضطراب ما بعد الصدمة مع الاكتئاب مجتمعين.

### الصدمات بعد الهجرة
تشير صدمات ما بعد الهجرة إلى الصدمات التي تُعاش بعد وصول الفرد إلى بلد الوجهة. في الولايات المتحدة، قد يواجه المهاجرون من أصول لاتينية فصل بين الوالدين والطفل على الحدود، وصول محدود للخدمات، تمييز، وانعدام الثقة. يمكن أن يزيد هذا من خطر تطور اضطرابات الصحة النفسية ويزيد من آثار الصدمات السابقة.

## استكشاف الهجرة كعامل اجتماعي محدد للصحة
استكشاف الهجرة كعامل اجتماعي محدد للصحة يحمل معه دائرة أوسع من السياسات المستقبلية والتأثيرات الصحية التي ترفع الحوار حول كيفية توسيع نظرتنا بشكل كلي وهيكلي للعوامل المؤثرة على الصحة. استكشافات في هذا المجال اعتمدت على منهجيات شاملة أوسع تشمل؛ ظروف العيش والعمل، إمكانية الوصول إلى الرعاية الصحية، الهجرة وتنفيذ الحدود، تفاوتات الدخل والفقر، إلى جانب النوع الاجتماعي، والميول الجنسية، والعرق، والهياكل العرقية. رواد في أبحاث هذا الحوار مثل هايدي كستانيدا، تحاول البناء على العوامل الهيكلية التي غالباً ما تُترك دون معالجة في مجالات الصحة العامة. عند معالجة هذه العوامل الكبرى تقول كستانيدا: "لا أمة بقيت بمنأى عن حركة البشر"، لكنها تضيف أن اعتبار أسباب الهجرة "طبيعية" بالكامل، يهمل مشاكل أعمق بكثير.
تقول كستانيدا: "لا شيء طبيعي في النزوح البشري. أنماط عدم المساواة العالمية التي تؤدي إلى الهجرة متجذرة في ظروف اجتماعية، سياسية، واقتصادية محددة؛ وتُعاد إنتاجها بواسطة هياكل، سياسات، ومؤسسات محددة؛ وتجاهل الأسباب الجذرية لحركات السكان هو ظلم للأشخاص المتأثرين بها."
ثم يتطور هذا الحوار لفهم أن الهجرة رغم أنها تعمل ضمن نطاق العوامل الاجتماعية المحددة للصحة، فهي أيضاً "نتيجة" لتلك العوامل الاجتماعية.
رغم أنه لا يزال هناك الكثير لفهمه حول آثار هذا الإطار النظري، إلا أنه تم بالفعل رصد ارتباطات قوية بين تنفيذ الحدود والسياسات وتأثيراتها الصحية العامة على المجتمعات المهاجرة. تم توجيه انتقادات شديدة للسياسات الدولية للهجرة من قبل عدة مجلات طبية مرموقة. ومن القضايا الإنسانية الكبرى الاحتجاز وفصل الأطفال عن عائلاتهم، خصوصاً على الحدود بين الولايات المتحدة والمكسيك. وفقاً لصندوق الأمم المتحدة للطفولة، في عامي ٢٠١٥ و٢٠١٦، تم تسجيل حوالي "٣٠٠,٠٠٠ طفل غير مرافق ومنفصل عبر الحدود في ٨٠ دولة."
في الولايات المتحدة وحدها، أفادت وزارة الصحة والخدمات الإنسانية الأميركية أن لديها ١٠,٧٧٣ طفلاً غير مرافق ضمن الحجز في عام ٢٠١٨، يُعتقد أن ذلك تفاقم بسبب سياسة التسامح الصفري لإدارة ترامب.

## الحواجز في الوصول إلى الرعاية النفسية والطب النفسي
الأفراد المهاجرون إلى الولايات المتحدة من أمريكا اللاتينية، خاصة أولئك الذين يستوفون شروط اللجوء، لديهم حاجة متزايدة للعلاج النفسي. ومع ذلك، يسعى المهاجرون من أصول لاتينية لتلقي العلاج بمعدلات أقل بشكل غير متناسب. تفسر الحواجز الثقافية للرعاية (المواقف والتصورات الاجتماعية التي تؤثر على استعداد الفرد لاستخدام الخدمات)، والحواجز الهيكلية للرعاية (الأنظمة الخارجية المحدودة)، والحواجز الخاصة باللاجئين للرعاية (مثل وضع الهجرة، مخاوف السرية، والثقة) جزءاً كبيراً من هذا التفاوت.

### الحواجز الثقافية للرعاية
تشمل الحواجز الثقافية التي تؤثر على استخدام خدمات الصحة النفسية ضمن مجتمع المهاجرين من أصول لاتينية مسائل مثل الوصمة والاطلاع على نماذج الصحة النفسية الغربية. أظهرت الدراسات وجود ارتباط ملحوظ بين الوصمة المجتمعية وانخفاض الميل لطلب العلاج النفسي بين المهاجرين من أصول لاتينية. في حين أن هناك أدلة تُظهر قدرة المهاجرين من أصول لاتينية في الولايات المتحدة على التعرف على علامات الاكتئاب النموذجية، إلا أن نقل هذا الوعي إلى حالات مثل اضطراب ما بعد الصدمة لا يزال أقل وضوحاً. نظراً لانتشار متلازمات الصدمة الخاصة ثقافياً في السكان اللاتينيين، فإن المزيد من البحث ضروري للتأكد مما إذا كانت هناك تحديات في التعرف على التفسيرات الغربية لاضطراب ما بعد الصدمة وما إذا كان لذلك تأثير على الاستعداد لطلب العلاج.

### الحواجز الهيكلية للرعاية
تشير الحواجز الهيكلية للرعاية إلى الأنظمة الخارجية التي تحد من قدرة الفرد على الحصول على الخدمات المناسبة. ضمن عينة من المهاجرين من أصول لاتينية، كانت الحواجز الهيكلية الأكثر إبلاغاً عنها هي التكلفة (٥٩٪)، عدم وجود تأمين صحي (٣٥٪)، وضعف إتقان اللغة الإنجليزية (٣١٪). كما أن الذين يعانون من اضطرابات نفسية موجودة عانوا من حواجز تكلفة أكثر من غيرهم. من الحواجز الهيكلية الأخرى التي يتم ذكرها بشكل متكرر ضمن مجتمعات المهاجرين من أصول لاتينية تشمل وضع الهجرة، طريقة العلاج، وعدم الإلمام بخدمات الصحة النفسية.

## الصعوبات المعيشية بعد الهجرة
يعاني المهاجرون الذين يصلون بموارد محدودة من صعوبات معيشية بعد الهجرة – وهي ضغوط تؤثر على قدرتهم على إعالة أنفسهم والتفاعل مع المجتمع. لم يثبت بعد وجود علاقة سببية مباشرة بين الصعوبات المعيشية بعد الهجرة والاضطرابات النفسية.

### تأثير الصدمة على الصعوبات المعيشية بعد الهجرة
هناك علاقة قوية بين أعراض اضطراب ما بعد الصدمة والصعوبات المعيشية بعد الهجرة. أُثبت أن الصدمة تنتقل عبر الأجيال، بعيداً عن الهجرة الأصلية. تعيق هذه الصدمة العابرة للأجيال قدرتهم على تربية أطفالهم. ينشأ الأطفال متأثرين بالصفات العاطفية السلبية لمقدمي الرعاية لهم. وجدت دراسة حول الصعوبات المعيشية بعد الهجرة بين المهاجرات اللاتينيات أن الضيق العاطفي وصعوبات بناء الثقة أثرت على قدرة الفرد على بناء علاقات اجتماعية قوية بعد الهجرة. وأدى ذلك إلى توصيات بضرورة أن تركز سياسات وإجراءات اللجوء على تقليل المشاكل بعد الهجرة.

## انظر ايضا
- هجرة إلى الولايات المتحدة
- اضطراب الكرب التالي للصدمة النفسية